# Bœuf Wellington
Pour les articles homonymes, voir Bœuf et Wellington (homonymie).
Le bœuf Wellington ou bœuf à la Wellington est une spécialité culinaire de charcuterie pâtissière traditionnelle de la cuisine anglaise, variante du rosbif et des feuilletés-tourtes, à base de filet de bœuf et de farce de foie gras et de duxelles, cuits à l'étouffée au four dans une pâte feuilletée, éventuellement épicé au curry, gingembre ou piment de la Jamaïque, et servi en tranches, avec une sauce madère,,. 

## Histoire
L’origine de cette recette et de son nom est incertaine. 

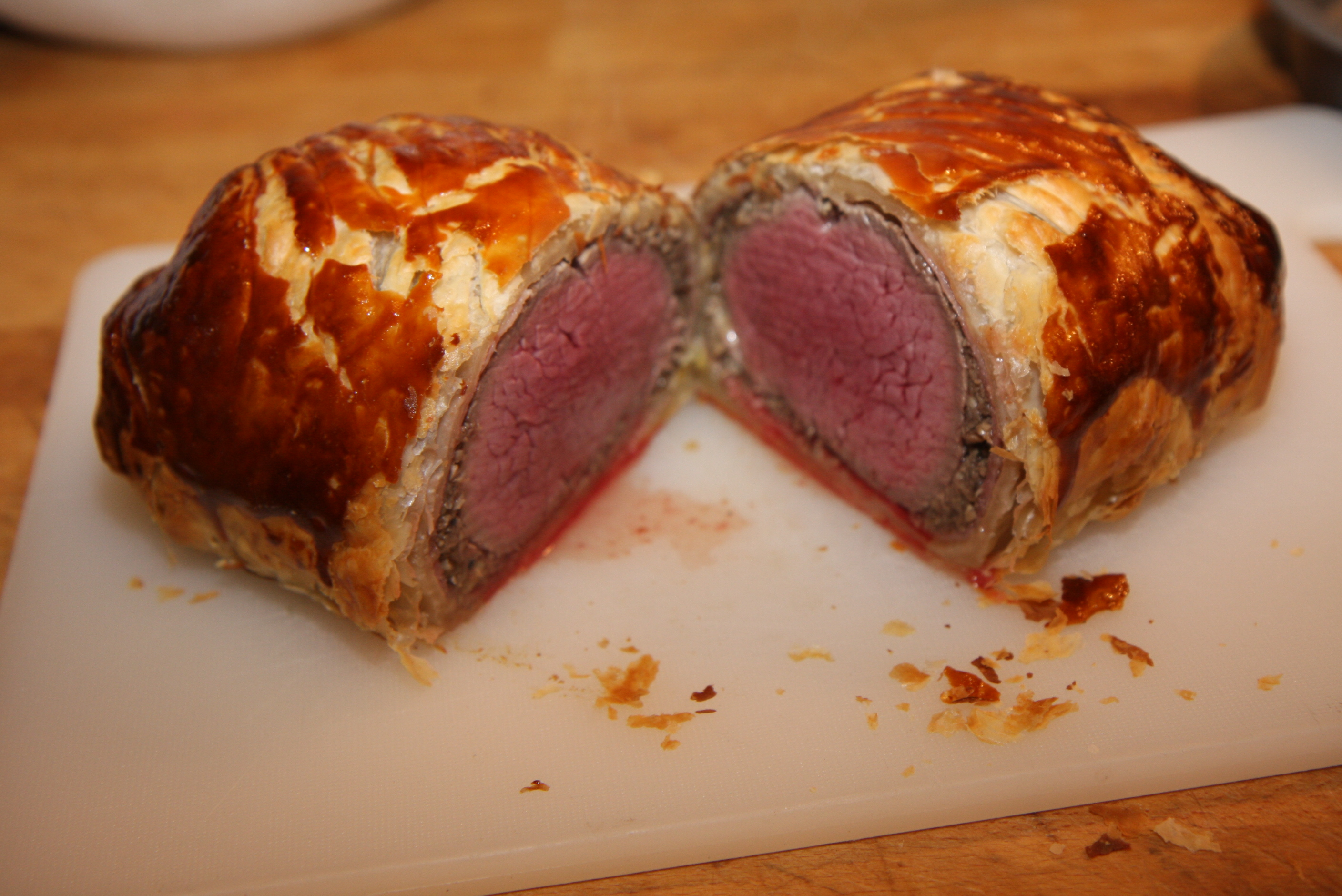
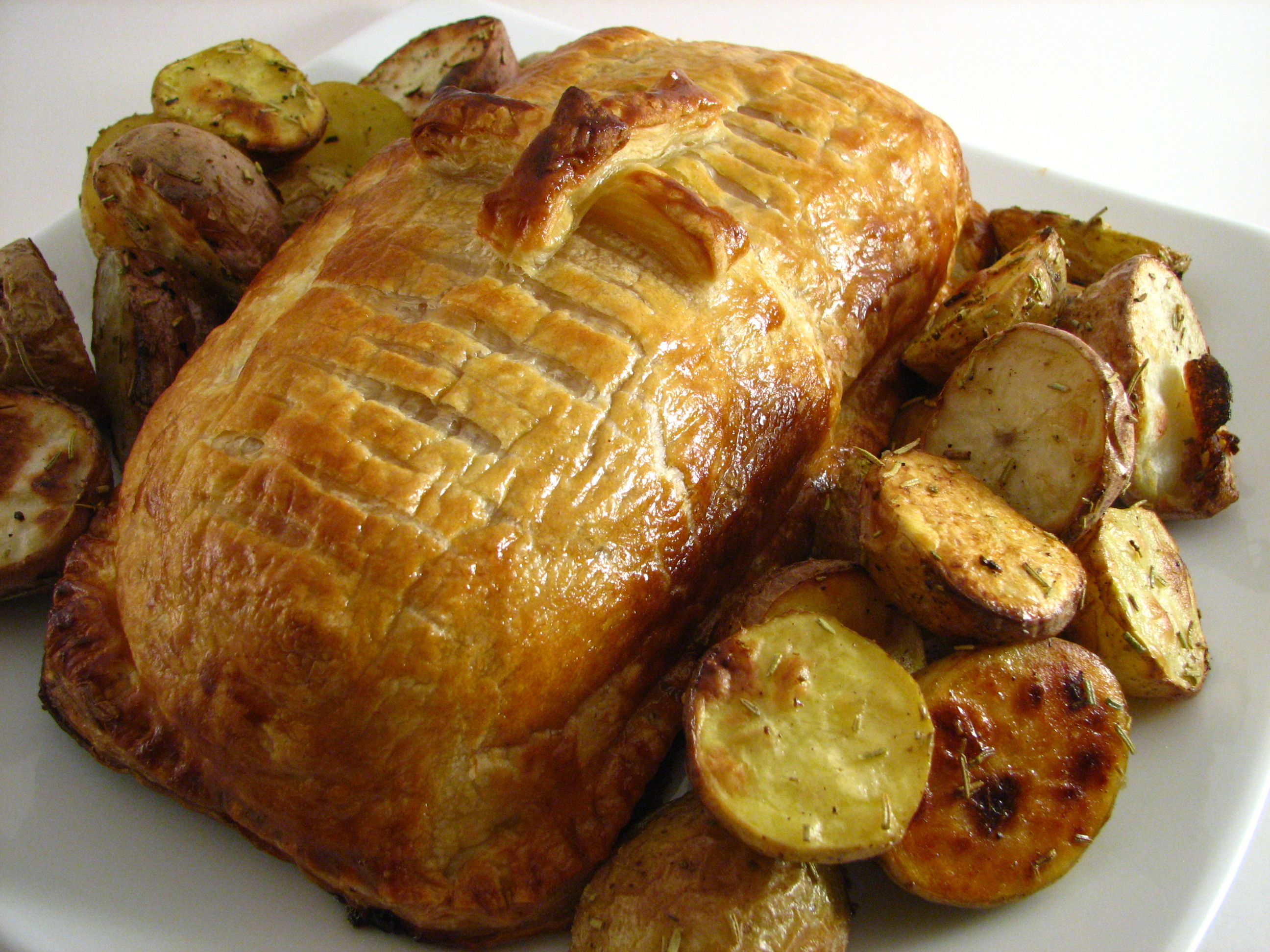

Une hypothèse historique évoque l'anglicisation du nom de la recette de « filet de bœuf en croûte » de la cuisine française pendant les guerres napoléoniennes du XIXe siècle, en l'honneur de l'aristocrate britannique et célèbre chef de l'armée de coalition Arthur Wellesley de Wellington (1769-1852). Promu premier duc de Wellington en 1814, il est le vainqueur de la bataille de Waterloo en 1815, contre l'empereur Napoléon Ier, puis Premier ministre du Royaume-Uni de 1828 à 1830. Son plat préféré était un plat de bœuf agrémenté de truffes, de champignons, de madère, et de pâté cuit en croûte.